# Estaimpuis
Estaimpuis (nld. Steenput, pcd. Timpu) – miejscowość i gmina (commune) w Belgii, w Regionie Walońskim, w prowincji Hainaut, w okręgu Tournai-Mouscron. 1 stycznia 2024 r. liczyła 10 748 mieszkańców. Powierzchnia gminy wynosi 32,08 km², a jej gęstość zaludnienia wynosi 335 osób/km².

## Podział administracyjny
W skład gminy wchodzi sześć dzielnic (section):
- Bailleul
- Estaimbourg
- Évregnies (Evernijs)
- Leers-Nord
- Néchin
- Saint-Léger (Sint-Legiers)